# Feings (Orne)
Feings és un municipi francès situat al departament de l'Orne i a la regió de Normandia. L'any 2007 tenia 220 habitants.

## Demografia

### Població
El 2007 la població de fet de Feings era de 220 persones. Hi havia 88 famílies de les quals 20 eren unipersonals (8 homes vivint sols i 12 dones vivint soles), 36 parelles sense fills, 28 parelles amb fills i 4 famílies monoparentals amb fills.
La població ha evolucionat segons el següent gràfic:
Habitants censats

### Habitatges
El 2007 hi havia 150 habitatges, 90 eren l'habitatge principal de la família, 50 eren segones residències i 10 estaven desocupats. 146 eren cases i 2 eren apartaments. Dels 90 habitatges principals, 68 estaven ocupats pels seus propietaris, 19 estaven llogats i ocupats pels llogaters i 3 estaven cedits a títol gratuït; 1 tenia una cambra, 9 en tenien dues, 17 en tenien tres, 21 en tenien quatre i 42 en tenien cinc o més. 67 habitatges disposaven pel capbaix d'una plaça de pàrquing. A 44 habitatges hi havia un automòbil i a 40 n'hi havia dos o més.

### Piràmide de població
La piràmide de població per edats i sexe el 2009 era:
| Homes | Edats   | Dones |
| ----- | ------- | ----- |
| 0     | 95 o +  | 0     |
| 0     | 90 a 94 | 0     |
| 0     | 85 a 89 | 8     |
| 0     | 80 a 84 | 0     |
| 8     | 75 a 79 | 4     |
| 4     | 70 a 74 | 0     |
| 8     | 65 a 69 | 8     |
| 16    | 60 a 64 | 4     |
| 4     | 55 a 59 | 16    |
| 12    | 50 a 54 | 4     |
| 8     | 45 a 49 | 12    |
| 4     | 40 a 44 | 8     |
| 8     | 35 a 39 | 4     |
| 4     | 30 a 34 | 12    |
| 12    | 25 a 29 | 4     |
| 0     | 20 a 24 | 8     |
| 12    | 15 a 19 | 0     |
| 20    | 10 a 14 | 0     |
| 16    | 5 a 9   | 12    |
| 4     | 0 a 4   | 4     |

## Economia
El 2007 la població en edat de treballar era de 136 persones, 95 eren actives i 41 eren inactives. De les 95 persones actives 93 estaven ocupades (52 homes i 41 dones) i 2 estaven aturades (2 dones i 2 dones). De les 41 persones inactives 14 estaven jubilades, 12 estaven estudiant i 15 estaven classificades com a «altres inactius».

### Ingressos
El 2009 a Feings hi havia 92 unitats fiscals que integraven 214 persones, la mediana anual d'ingressos fiscals per persona era de 18.155 €.

### Activitats econòmiques
Dels 10 establiments que hi havia el 2007, 4 eren d'empreses de construcció, 2 d'empreses de comerç i reparació d'automòbils, 2 d'empreses d'hostatgeria i restauració, 1 d'una empresa de serveis i 1 d'una empresa classificada com a «altres activitats de serveis».
Dels 6 establiments de servei als particulars que hi havia el 2009, 1 era un paleta, 1 fusteria, 2 lampisteries i 2 restaurants.
L'any 2000 a Feings hi havia 24 explotacions agrícoles que ocupaven un total de 994 hectàrees.

## Poblacions més properes
El següent diagrama mostra les poblacions més properes.